# Лоуч, Скотт
Скотт Джеймс Лоуч (англ. Scott James Loach; 27 мая 1988, Ноттингем) — английский футболист, выступающий на позиции вратаря, игрок клуба «Дерби Каунти». Экс-игрок молодёжной национальной сборной Англии. Считался одним из самых талантливых вратарей своего поколения, но выйти на высший уровень ему не удалось.

## Карьера
Лоуч был игроком молодёжной академии «Ипсвич Таун» с 1997 по 2000 год. В 2000 году он стал воспитанником «Ноттингем Форест». После двух лет в «Ноттингеме», Лоуч перебрался в Саутвелл, Ноттингемшир, посещая монастырскую школу Саутвелл и играя за местный клуб «Саутвелл Юнайтед» с 2002 по 2003 год. Лоч присоединился к центру передового опыта клуба «Линкольн Сити» в апреле 2003 года, прежде чем подписал трехлетний профессиональный контракт летом 2004 года.
19 июля 2012 на правах свободного агента перешёл в «Ипсвич Таун». Дебютировал за свой новый клуб в матче Кубка Лиги против «Бристоль Роверс» 14 августа (3:1). Первый «сухой» матч в лиге сыграл против «Уотфорда» 21 августа.